# Fabio Depaoli
Fabio Depaoli (Riva del Garda, 24 aprile 1997) è un calciatore italiano, difensore o centrocampista della Sampdoria.

## Caratteristiche tecniche
Abile nel recupero palla e dotato di ottima visione di gioco, nonché di buona tecnica e intelligenza tattica, inizia la sua carriera come mezzala per poi essere dirottato a terzino destro sotto la guida di D'Anna prima, e Di Carlo poi, al Chievo. Può giocare anche da esterno destro di centrocampo.

## Carriera

### Club

#### Gli inizi e Chievo
Dopo gli inizi nel Gruppo Sportivo Trilacum, dalla categoria Esordienti entra nel settore giovanile del Chievo completando il percorso di formazione. Esordisce in Serie A il 12 marzo 2017, entrando all'89' dell'incontro Chievo-Empoli, terminato 4-0, al posto di Hetemaj.

#### Sampdoria e vari prestiti
Il 22 giugno 2019 si trasferisce a titolo definitivo alla Sampdoria. L'esordio con i colori blucerchiati avviene il 14 settembre, nella partita in casa del Napoli persa per 2-0, subentrando a Emiliano Rigoni.
Dopo 31 presenze con i blucerchiati in A, il 2 ottobre 2020 viene ceduto in prestito con diritto di riscatto all'Atalanta. Debutta 15 giorni dopo in occasione della sconfitta per 4-1 in casa del Napoli, giocando tutti i 90 minuti. Tuttavia a Bergamo trova poco spazio, indi per cui il 26 gennaio 2021 il prestito viene rescisso.
Il giorno stesso in cui ha rescisso il prestito, viene ceduto nuovamente a titolo temporaneo, questa volta al Benevento. Tornato alla Sampdoria, fatica però a trovare spazio nella prima parte di stagione, collezionando solo 8 presenze e venendo così ceduto nel mercato invernale all'Hellas Verona in prestito con diritto di riscatto fissato a 3 milioni. Il 13 febbraio 2022 realizza la sua prima rete in carriera (oltre che in Serie A) nel successo per 4-0 degli scaligeri contro l'Udinese.
Dopo aver iniziato la stagione 2022-2023 in blucerchiato, il 1º settembre 2022 torna al Verona in prestito con diritto di opzione.
La successiva stagione, rientrato alla Sampdoria (nel frattempo retrocessa in Serie B), segna, alla prima giornata, il suo primo gol in blucerchiato, nella vittoria per 2-1 sul campo della Ternana. Il 24 novembre 2023, mette a referto anche la sua prima doppietta in carriera, nel successo interno per 2-1 contro lo Spezia. Grazie alle sue prestazioni, vince il premio AIC come calciatore del mese di novembre per il campionato cadetto.

### Nazionale
Nel settembre 2017 viene convocato per la prima volta nella nazionale italiana Under-21, dal CT Gigi Di Biagio per le due amichevoli da disputare il 5 e 10 ottobre contro Ungheria e Marocco segnando all'esordio contro la nazionale magiara.

## Statistiche

### Presenze e reti nei club
Statistiche aggiornate al 18 agosto 2025.
| Stagione            | Squadra          | Campionato       | Campionato | Campionato | Coppe nazionali | Coppe nazionali | Coppe nazionali | Coppe continentali | Coppe continentali | Coppe continentali | Altre coppe | Altre coppe | Altre coppe | Totale | Totale |
| Stagione            | Squadra          | Comp             | Pres       | Reti       | Comp            | Pres            | Reti            | Comp               | Pres               | Reti               | Comp        | Pres        | Reti        | Pres   | Reti   |
| ------------------- | ---------------- | ---------------- | ---------- | ---------- | --------------- | --------------- | --------------- | ------------------ | ------------------ | ------------------ | ----------- | ----------- | ----------- | ------ | ------ |
| 2015-2016           | Chievo           | A                | 0          | 0          | CI              | -               | -               | -                  | -                  | -                  | -           | -           | -           | 0      | 0      |
| 2016-2017           | Chievo           | A                | 6          | 0          | CI              | 1               | 0               | -                  | -                  | -                  | -           | -           | -           | 7      | 0      |
| 2017-2018           | Chievo           | A                | 19         | 0          | CI              | 1               | 0               | -                  | -                  | -                  | -           | -           | -           | 20     | 0      |
| 2018-2019           | Chievo           | A                | 33         | 0          | CI              | 1               | 0               | -                  | -                  | -                  | -           | -           | -           | 34     | 0      |
| Totale Chievo       | Totale Chievo    | Totale Chievo    | 58         | 0          |                 | 3               | 0               |                    | -                  | -                  |             | -           | -           | 61     | 0      |
| 2019-2020           | Sampdoria        | A                | 29         | 0          | CI              | 0               | 0               | -                  | -                  | -                  | -           | -           | -           | 29     | 0      |
| set. 2020           | Sampdoria        | A                | 2          | 0          | CI              | -               | -               | -                  | -                  | -                  | -           | -           | -           | 2      | 0      |
| ott. 2020-gen. 2021 | Atalanta         | A                | 5          | 0          | CI              | 1               | 0               | UCL                | 1                  | 0                  | -           | -           | -           | 7      | 0      |
| gen.-giu. 2021      | Benevento        | A                | 15         | 0          | CI              | -               | -               | -                  | -                  | -                  | -           | -           | -           | 15     | 0      |
| 2021-gen. 2022      | Sampdoria        | A                | 6          | 0          | CI              | 2               | 0               | -                  | -                  | -                  | -           | -           | -           | 8      | 0      |
| gen.-giu. 2022      | Verona           | A                | 18         | 1          | CI              | -               | -               | -                  | -                  | -                  | -           | -           | -           | 18     | 1      |
| ago. 2022           | Sampdoria        | A                | 3          | 0          | CI              | 0               | 0               | -                  | -                  | -                  | -           | -           | -           | 3      | 0      |
| set. 2022-2023      | Verona           | A                | 31+1       | 2+0        | CI              | -               | -               | -                  | -                  | -                  | -           | -           | -           | 32     | 2      |
| Totale Verona       | Totale Verona    | Totale Verona    | 49+1       | 3          |                 | 0               | 0               |                    | -                  | -                  |             | -           | -           | 50     | 3      |
| 2023-2024           | Sampdoria        | B                | 32+1       | 4+0        | CI              | 2               | 0               | -                  | -                  | -                  | -           | -           | -           | 35     | 4      |
| 2024-2025           | Sampdoria        | B                | 33+2       | 4+0        | CI              | 2               | 0               | -                  | -                  | -                  | -           | -           | -           | 37     | 4      |
| 2025-2026           | Sampdoria        | B                | 0          | 0          | CI              | 1               | 0               | -                  | -                  | -                  | -           | -           | -           | 1      | 0      |
| Totale Sampdoria    | Totale Sampdoria | Totale Sampdoria | 105+3      | 8          |                 | 7               | 0               |                    | -                  | -                  |             | -           | -           | 115    | 8      |
| Totale carriera     | Totale carriera  | Totale carriera  | 232+4      | 11         |                 | 11              | 0               |                    | 1                  | 0                  |             | -           | -           | 248    | 11     |

### Cronologia presenze e reti in nazionale
| Cronologia completa delle presenze e delle reti in nazionale ― Italia under 21 | Cronologia completa delle presenze e delle reti in nazionale ― Italia under 21 | Cronologia completa delle presenze e delle reti in nazionale ― Italia under 21 | Cronologia completa delle presenze e delle reti in nazionale ― Italia under 21 | Cronologia completa delle presenze e delle reti in nazionale ― Italia under 21 | Cronologia completa delle presenze e delle reti in nazionale ― Italia under 21 | Cronologia completa delle presenze e delle reti in nazionale ― Italia under 21 | Cronologia completa delle presenze e delle reti in nazionale ― Italia under 21 |
| Data                                                                           | Città                                                                          | In casa                                                                        | Risultato                                                                      | Ospiti                                                                         | Competizione                                                                   | Reti                                                                           | Note                                                                           |
| ------------------------------------------------------------------------------ | ------------------------------------------------------------------------------ | ------------------------------------------------------------------------------ | ------------------------------------------------------------------------------ | ------------------------------------------------------------------------------ | ------------------------------------------------------------------------------ | ------------------------------------------------------------------------------ | ------------------------------------------------------------------------------ |
| 5-10-2017                                                                      | Budapest                                                                       | Ungheria under 21                                                              | 2 – 6                                                                          | Italia under 21                                                                | Amichevole                                                                     | 1                                                                              | 60’                                                                            |
| 10-10-2017                                                                     | Ferrara                                                                        | Italia under 21                                                                | 4 – 0                                                                          | Marocco under 21                                                               | Amichevole                                                                     | -                                                                              | 64’                                                                            |
| 14-11-2017                                                                     | Frosinone                                                                      | Italia under 21                                                                | 3 – 2                                                                          | Russia under 21                                                                | Amichevole                                                                     | -                                                                              | 57’                                                                            |
| 27-3-2018                                                                      | Novi Sad                                                                       | Serbia under 21                                                                | 0 – 1                                                                          | Italia under 21                                                                | Amichevole                                                                     | -                                                                              | 46’                                                                            |
| 11-9-2018                                                                      | Cagliari                                                                       | Italia under 21                                                                | 3 – 1                                                                          | Albania under 21                                                               | Amichevole                                                                     | -                                                                              | 56’                                                                            |
| Totale                                                                         |                                                                                | Presenze                                                                       | 5                                                                              |                                                                                | Reti                                                                           | 1                                                                              |                                                                                |